# Station Metheringham
Metheringham is een spoorwegstation van National Rail in Metheringham, North Kesteven in Engeland. Het station is eigendom van Network Rail en wordt beheerd door East Midlands Railway. Het station is geopend in 1882.